# Fraction Donnersberg
La fraction Donnersberg est un groupe parlementaire (Fraktion en allemand) du parlement de Francfort.
Elle est fondée le 27 mai 1848, comme toutes les fractions du parlement, elle tire son nom de son lieu de réunion.
Jusqu'en septembre 1848, les députés se réunissent au Holländischen Hof', puis au Donnersberg sur les rives du Main au 1 Holzpförtchen.
Elle est issue de la scission des radicaux-démocrates de la fraction Deutscher Hof qui formaient l'aile gauche de cette fraction elle-même à gauche du parlement. Elle soutient la voie révolutionnaire pour parvenir à la démocratie et à la défense des droits fondamentaux en Allemagne.
Ses membres sont également opposés à la noblesse, aux riches bourgeois et à la propriété en général.
Ils réclament la souveraineté du peuple et un système étatique proche de celui des États-Unis.
Au sujet du choix entre solution petite-allemande et solution grande-allemande, ils considèrent que c'est au peuple de se déterminer. Toutefois, il est difficile de déterminer quels citoyens doivent participer au référendum. Ils considèrent que les habitants des États faisant partie auparavant du Saint-Empire germanique où ayant eu un lien avec un de ces États doivent pouvoir participer. Qu'ils ont le droit à l'autodétermination. Ils sont en conséquence favorable à l'intégration des régions de Schleswig, Posnanie, Bohême, Moravie ainsi que des parties italiennes de l'empire autrichien dans le nouvel État allemand. On peut donc considérer qu'ils sont extrêmement nationalistes.
Favorable à la république, ils souhaitent un parlement monocamérale, que l'exécutif prenne la forme d'un directoire pouvant être censuré par le parlement. Ils veulent également des élections au suffrage universel.
Début juin 1848, 18 députés de la fraction signe le « Manifeste du parti radical-démocrate de l'assemblée nationale constituante, ».
Ses membres les plus connus sont  Brentano, Damm (de), Junghanns (de), Kapp (de), Peter (de), Rée (de), Ruge, Schüler, Werner (de), Wesendonck (de) et Wolff.
En novembre 1848, la fraction fusionne avec le Deutscher Hof et la fraction Westendhall pour former l'Association centrale de Mars, qui n'est pas seulement une fraction politique
mais est également partie du mouvement de gauche.
Elle représente environ 7 % de l'assemblée, soit environ 40 députés.